# Aleksej Petrovič Melissino
Aleksej Petrovič Melissino (in russo Алексей Петрович Мелиссино?; San Pietroburgo, 1759 – Dresda, 15 agosto 1813) è stato un generale e nobile russo.

## Biografia

### I primi anni e la carriera
Figlio del celebre generale d'artiglieria Pëtr Ivanovič Melissino e di sua moglie, Maria Dmitrievna Kotsareva, Aleksej nacque a San Pietroburgo nel 1759 e subito dopo venne incluso nelle truppe della guardia imperiale.
All'età di 16 anni ottenne il grado di sergente. Nel 1783, Melissino venne promosso al rango di capitano nel corpo d'artiglieria. Nel 1789 venne trasferito al 1º reggimento di ussari "Sumy" col rango di tenente colonnello e prese parte alla guerra russo-turca (1787-1792) col suo reggimento. Per essersi distinto nell'assedio di Izmaïl, su proposta del generale Aleksandr Suvorov, ottenne la IV classe dell'Ordine di San Giorgio. Nella regione della Novorossiya, Melissino fondò delle fattorie-studio per migliorare l'allevamento dei cavalli locali e perfezionarli per il traino dei cannoni sul campo, ordinando appositamente dei capi dall'Inghilterra, dalla Turchia e dall'Arabia per selezionarli a seconda delle esigenze dell'esercito russo.
Nel 1797, il colonnello Melissino venne licenziato dall'esercito ma riprese servizio nel 1800 nel reggimento degli ussari di Elisavetgrad. Nel 1801 venne promosso maggiore generale con la nomina a comandante del reggimento degli ussari di Mariupol. Nel 1807 Melissino si occupò della formazione del reggimento di ussari Lubny. Dopo la sua nomina a comandante di questo reggimento, prese parte alla resistenza russa davanti all'invasione francese. Il 10 luglio 1812, sconfisse il generale sassone Reynier presso il villaggio di Yanov, motivo per cui ottenne la I classe dell'Ordine di Sant'Anna. Il 15 luglio di quell'anno catturò un distaccamento nemico composto da 2000 fanti, 8 cannoni e 4 bandiere presso Kobryn. Scontrandosi col tenente generale barone Saken, Melissino prese parte alle battaglie di Gornostaevichi e Vawkavysk. Nel 1813, venne posto al comando della retroguardia delle truppe del generale Miloradovich, coprendo la ritirata dei russi da Lützen a Dresda. Nel corso della battaglia di Bautzen, Melissino ottenne il comando del fianco sinistro e durante la ritirata dell'esercito russo attaccò i corazzieri francesi per ben due volte coi suoi uomini. Il 14 agosto 1813 a Dresda, Melissino attaccò la fanteria francese ma venne ucciso mentre guidava i suoi uomini alla testa della sua armata. Per quante furono le ricerche fatte da sua moglie, la principessa Roxanne Mikhailovna Cantacuzino (nipote di Rodion Cantacuzino), il suo corpo non venne mai ritrovato, ma venne invece trovata la sua uniforme sporca di sangue.